# Macromitrium osculatianum
Macromitrium osculatianum là một loài rêu trong họ Orthotrichaceae. Loài này được De Not. mô tả khoa học đầu tiên năm 1859.